# عيش أباد (تشناران)
عيش‌ أباد (بالفارسية: عیش‌آباد) هي قرية تقع في قسم غلمكان الريفي (مقاطعة تشناران) في إيران. يقدر عدد سكانها بـ 290 نسمة .